# Шехзаде Абдулла
Шехзаде Абдулла — син султана Сулеймана I Пишного та імовірно, його законної дружини Хасекі Хюррем Султан.
Існує мало достовірних фактів щодо його існування, але про нього згадується в одному із листів до Султана Сулеймана. Сином Хюррем Султан його вважають через те, що до народження Абдулли Хюррем та Сулейман перебували в моногамних відносинах і активно листувались. Однак, материнство Махідевран теж не заперечують.
Помер у 1526 році від хвороби, у віці 3-х років. Існує версія, що він був близнюком Міхрімах, оскільки рік народження в них однаковий, але це малоймовірно. На момент народження Міхрімах ніяких згадок про Абдуллу не було. Це є приводом для того, щоб вважати матір'ю Абдулли Махідевран.